# A Little Christmas Business
A Little Christmas Business es una película estadounidense de drama y familiar de 2013, dirigida por Chuck Walker, que a su vez la escribió, en la fotografía estuvo Gary Parker y los protagonistas son Daniel Baldwin, Tammy Barr y Leslie Easterbrook, entre otros. El filme fue realizado por Walker/Cable Productions y se estrenó el 5 de diciembre de 2013.

## Sinopsis
Don posee una vida y una familia grandiosas, pero se encuentra aprisionado en el caos corporativo. Durante la víspera de Navidad trabaja, parece que la gente que él conoce son apariciones de su pasado. Se cuestiona si es una casualidad o una manifestación navideña divina.